# Louis Cronstedt
Jean Louis Cronstedt, född 21 september 1894 i Helsingfors, död 10 januari 1959, var en svensk friherre och läkare.
Louis Cronstedt var son till bankdirektör Gabriel Cronstedt och Anne Constance Palander af Vega. Han tog studentexamen i Djursholm 1914, med.kand. 1917, med.lic. 1922, med.dr. 1924 i Uppsala. Därefter var han amanuens vid oftalmologiska kliniken i Uppsala 1923-26; åren 1927-30 var han underläkare vid Sabbatsbergs ögonavdelning, 1930 t.f. lasarettsläkare vid Umeå lasaretts ögonavdelning, från 1930 praktiserande läkare i Stockholm, från 1932 ögonspecialist vid Sankt Jörgens sjukhus, från 1935 föreståndare för Garnisonssjukhusets ögonpoliklinik, från 1937 ögonläkare vid Ostkustens marindistrikt. 
Louis deltog liksom sin bror Gabriel Cronstedt, fänrik vid Svea livgarde, i finska inbördeskriget. Brodern deltog bland annat i erövrigen av Varkaus i slutet av februari 1918.
Cronstedt anlitades även som sakkunnig hos pensionsstyrelsen rörande ögonsjukdomar från 1931.
Han var gift med friherrinnan Elsa Åkerhielm af Blombacka.
Han är begravd på Djursholms begravningsplats.